# Mert Günok
Fehmi Mert Günok (n. 1 martie 1989) este un fotbalist turc care joacă pe postul de portar pentru İstanbul Bașakșehir FK.

## Anii timpurii
Mert Günok s-a născut în Karabük. Și-a început cariera cu Kocaelispor în 2000. Fenerbahçe l-a adus la club în 2001, jucând pentru echipele de tineret până în 2009, când a fost promovat la echipa mare.

## Carieră
Günok a început în sezonul 2010-2011 ca fiind a treia alegere de portar, în urma lui Volkan Demirel și Volkan Babacan. Cu toate acestea, după ce Babacan a primit șapte goluri în două meciuri de pre-sezon, Günok a primit o șansă împotriva lui Genk. Günok a terminat meciul fără să primească gol și a devenit a doua alegere de portar. El a debutat în campionat împotriva lui Antalyaspor pe 15 august 2010, intrând pe teren în a doua repriză în locul lui Demirel, care a ieșit accidentat, terminând meciul fără gol primit Günok a început următoarele două meciuri de campionat ca titular împotriva lui Trabzonspor, în care a primit trei goluri și Manisaspor, în care a primit două.

## Bursaspor
La 20 iulie 2015, Günok a semnat cu Bursaspor din postura de jucător liber de contract gratuit după ce Fenerbahçe nu i-a reînnoit contractul. Aici a jucat în 20 de meciuri de campionat în două sezoane.

## Bașakșehir
În 2017 a semnat un contract cu Bașakșehir.

## linkuri externe
- Mert Günok – pe site-ul UEFA
- Mert Günok pe site-ul FIFA (arhivat)
- Mert Günok la Soccerway